# 76818 Brianenke
76818 Brianenke este o planetă minoră (asteroid) din Inner Main Belt⁠(d). A fost descoperită pe 8 septembrie 2000 la Experimental Test Site⁠(d) de Lincoln Near-Earth Asteroid Research. 
Obiectul prezintă o orbită caracterizată de o semiaxă mare de 1,9297603857061 UAi, o excentricitate de 0,095728288277527, o înclinație de 18,131976909478 ° în raport cu ecliptica.